# 沃里克·福布斯
沃里克·福布斯（英語：Warwick Forbes，1951年12月10日—），澳大利亚男子竞技体操运动员。他曾代表澳大利亚参加1978年英联邦运动会体操比赛，获得男子团体全能铜牌和男子个人全能第10名。